# Cycas petraea
Cycas petraea es una especie de Cycadopsida del género Cycas, de la familia Cycadaceae, del orden Cycadales.

## Distribución
Cycas petraea se distribuye por Laos (Vientián) y Tailandia (Loei).

## Taxonomía
Fue descrita científicamente por Anders J. Lindstrom y Kenneth D. Hill. Fue publicado por primera vez en Brittonia 54(4): 299, fig. 1 en 2002, publicado en 2003.